# Peru International 2012
Die Peru International 2012 im Badminton fanden vom 11. bis zum 15. April 2012 in Lima statt.

## Sieger und Platzierte
| Disziplin    | Gold                        | Silber                        | Bronze                        |
| ------------ | --------------------------- | ----------------------------- | ----------------------------- |
| Herreneinzel | Tan Chun Seang              | Osleni Guerrero               | Sattawat Pongnairat           |
| Herreneinzel | Tan Chun Seang              | Osleni Guerrero               | Kaveh Mehrabi                 |
| Dameneinzel  | Michelle Li                 | Ai Goto                       | Susan Egelstaff               |
| Dameneinzel  | Michelle Li                 | Ai Goto                       | Neslihan Yiğit                |
| Herrendoppel | Howard Bach Tony Gunawan    | Adrian Liu Derrick Ng         | Javier Jimeno Guillermo Perea |
| Herrendoppel | Howard Bach Tony Gunawan    | Adrian Liu Derrick Ng         | Dorian James Willem Viljoen   |
| Damendoppel  | Alexandra Bruce Michelle Li | Nicole Grether Charmaine Reid | Iris Wang Rena Wang           |
| Damendoppel  | Alexandra Bruce Michelle Li | Nicole Grether Charmaine Reid | Grace Gao Joycelyn Ko         |
| Mixed        | Toby Ng Grace Gao           | Derrick Ng Alexandra Bruce    | Tony Gunawan Eva Lee          |
| Mixed        | Toby Ng Grace Gao           | Derrick Ng Alexandra Bruce    | Hock Lai Lee Priscilla Lun    |